# The Final Countdown Tour 1986 20th anniversary edition
Europe släppte 20 år efter sin genombrottsturné jubileums-DVDn The Final Countdown Tour 1986: Live in Sweden - 20th Anniversary Edition. Som bonus finns bland annat intervjuer med bandet som berättar om turnén 1986 och hur de ser på den nu 20 år senare. Till bildspelet som finns med på DVD:n så finns en tidigare outgiven låt med Europe "Where Men Won't Dare"
Inspelningen gjordes i Solnahallen 26-27 maj 1986.

## Låtar
- The Final Countdown
- Wings Of Tomorrow
- Ninja
- Carrie
- On The Loose
- Cherokee
- The Time Has Come
- Open Your Heart
- Rock The Night
- Stormwind
- Dance The Night away
- Repris:The Final Countdown